# 중국 신좌파
중국 신좌파(중국어: 中國新左派)는 1990년대 이후, 덩샤오핑 이론 체계의 경제 성장과 민영화를 강조한 중국 공산당의 시장화 경제 개혁에 비판적 기조를 표방하며 등장한 중화인민공화국 내의 정치 경제 사회적 좌파 사상을 가리키는 말이다. 왕후이는 중국 내 신좌파의 등장과 1997년 외환 위기, 1999년 미국의 베오그라드 주재 중국대사관 오폭 사건, 1989년 톈안먼 사건 등을 연관짓고 있다.
세계사적으로 정치 운동의 다양성에서 비롯된 담론으로의 신좌파는 그 용어에 모호성이 있는데, 일반적으로, 신좌파는 유럽 사회주의 이념에 뿌리를 둔 좌파 사회 이론의 연장선 상에서, 마르크스 사상을 포함한 사회주의 이념을 자본주의와 민주주의 체제 하에서 새롭게 잇고자 하는 반공적 가치 체계, 친노동자적 가치 이념을 가리키며, 서방에서는 신자유주의 이념의 독주를 견제하고자 하는 공공 영역의 좌파 학파들에게도 적용될 수 있다.
중국 신좌파는 러시아 혁명, 중국의 공산주의 혁명,  마오쩌둥 사상, 덩샤오핑 이래의 중국 특색의 혼합식 사회주의 체제와 복잡한 관계가 있다. 일부 학자들은 중국 신좌파가 러시아 혁명 이후로, 마오쩌둥 혁명 시대의 대중 정치 운동을 다시 중국에 들여놓고자 하는 중국 공산당 구좌파의 정치적 아류라고 주장하지만, 다른 학자들은 그것이 중국 내 자본주의 시장의 특권 체제가 야기하는 중국 관료들의 부정 부패와 불평등한 사회 정치 시스템을 걱정하였던 후야오방식 중국 특색 공산주의 집권 이념의 요소를 받아들여 등장한 것이라고 여긴다.
중국 신좌파에서 경제 이슈는 중요한 부분을 차지한다. 중국 신좌파의 많은 지지자들은 중국 정부의 기업 민영화 지원이 불러온 선부론의 문제를 해결하고, 중국의 도시와 농촌 지역 사이의 증가하는 임금, 복지 등의 격차를 줄이고, 중국 정부 주도의 정책의 마련을 통해서 사회 공공 사업 영역에 대한 정부 투자를 획기적으로 확대하는 사회주의적 좌파 경제 모델이 중국 내에서 위치를 확고히 할 필요가 있다고 본다. 